# Sindaci di San Casciano in Val di Pesa
Di seguito l'elenco cronologico dei sindaci di San Casciano in Val di Pesa e delle altre figure apicali equivalenti che si sono succedute nel corso della storia.

## Regno d'Italia (1861-1946)
| Nominativo                                                 | Partito | Partito                    | Mandato | Mandato |
| Nominativo                                                 | Partito | Partito                    | Inizio  | Fine    |
| ---------------------------------------------------------- | ------- | -------------------------- | ------- | ------- |
| Luigi Barsanti                                             |         | Sinistra storica           | 1882    | 1886    |
| Adolfo Giunti                                              |         | Destra storica             | 1886    | 1890    |
| Antonio Sandrucci                                          |         | Destra storica             | 1890    | 1892    |
| Leone Strozzi                                              |         | Destra storica             | 1892    | 1911    |
| Lodovico Antinori                                          |         | Destra storica             | 1911    | 1920    |
| Giulio Rapi                                                |         | Partito Popolare Italiano  | 1920    | 1921    |
| Primo Calamandrei                                          |         | Partito Popolare Italiano  | 1921    | 1922    |
| Ugo Businelli                                              |         | Partito Nazionale Fascista | 1922    | 1924    |
| Domenico Aloisi                                            |         | Partito Nazionale Fascista | 1924    | 1926    |
| Podestà nominati dal governo (1926-1945)                   |         |                            |         |         |
| Nominativo                                                 | Partito | Partito                    | Mandato | Mandato |
| Nominativo                                                 | Partito | Partito                    | Inizio  | Fine    |
| Michele Polito                                             |         | Partito Nazionale Fascista | 1926    | 1930    |
| Lorenzo Bini Smaghi                                        |         | Partito Nazionale Fascista | 1930    | 1933    |
| Emanuele Corsini                                           |         | Partito Nazionale Fascista | 1933    | 1944    |
| Sindaci del periodo costituzionale transitorio (1945-1946) |         |                            |         |         |
| Nominativo                                                 | Partito | Partito                    | Mandato | Mandato |
| Nominativo                                                 | Partito | Partito                    | Inizio  | Fine    |
| Angelo Chiesa                                              | -       | -                          | 1944    | 1945    |

## Repubblica italiana (dal 1946)
| Sindaci eletti dal Consiglio comunale (1946-1995)    | Sindaci eletti dal Consiglio comunale (1946-1995) | Sindaci eletti dal Consiglio comunale (1946-1995) | Sindaci eletti dal Consiglio comunale (1946-1995) | Sindaci eletti dal Consiglio comunale (1946-1995) | Sindaci eletti dal Consiglio comunale (1946-1995) | Sindaci eletti dal Consiglio comunale (1946-1995) |
| Nominativo                                           | Partito                                           | Partito                                           | Giunta                                            | Giunta                                            | Mandato                                           | Mandato                                           |
| Nominativo                                           | Partito                                           | Partito                                           | Giunta                                            | Giunta                                            | Inizio                                            | Fine                                              |
| ---------------------------------------------------- | ------------------------------------------------- | ------------------------------------------------- | ------------------------------------------------- | ------------------------------------------------- | ------------------------------------------------- | ------------------------------------------------- |
| Aldo Giacometti                                      |                                                   | Partito Comunista Italiano                        |                                                   | PCI                                               | 1945                                              | 1955                                              |
| Remo Ciapetti                                        |                                                   | Partito Comunista Italiano                        |                                                   | PCI                                               | 1955                                              | 1970                                              |
| Vasco Agresti                                        |                                                   | Partito Comunista Italiano                        |                                                   | PCI                                               | 1970                                              | 1975                                              |
| Vasco Agresti                                        |                                                   | Partito Comunista Italiano                        |                                                   | PCI                                               | 1975                                              | 1980                                              |
| Giancarlo Viccaro                                    |                                                   | Partito Comunista Italiano                        |                                                   | PCI                                               | 1980                                              | 1985                                              |
| Fabrizio Bandinelli                                  |                                                   | Partito Comunista Italiano                        |                                                   | PCI                                               | 1985                                              | 1990                                              |
| Fabrizio Bandinelli                                  |                                                   | Partito Democratico della Sinistra                |                                                   | PCI/PDS                                           | 1990                                              | 1995                                              |
| Sindaci eletti direttamente dai cittadini (dal 1995) |                                                   |                                                   |                                                   |                                                   |                                                   |                                                   |
| Nominativo                                           | Partito                                           | Partito                                           | Coalizione                                        | Coalizione                                        | Mandato                                           | Mandato                                           |
| Nominativo                                           | Partito                                           | Partito                                           | Coalizione                                        | Coalizione                                        | Inizio                                            | Fine                                              |
| Pietro Roselli                                       |                                                   | Partito Democratico della Sinistra                |                                                   | PDS-PRC                                           | 23 aprile 1995                                    | 13 giugno 1999                                    |
| Pietro Roselli                                       |                                                   | Democratici di Sinistra                           |                                                   | DS-DL-PRC-PdCI                                    | 13 giugno 1999                                    | 14 giugno 2004                                    |
| Ornella Signorini                                    |                                                   | Democratici di Sinistra                           |                                                   | DS-PRC-DL                                         | 14 giugno 2004                                    | 8 giugno 2009                                     |
| Massimiliano Pescini                                 |                                                   | Partito Democratico                               |                                                   | PD-SEL                                            | 8 giugno 2009                                     | 26 maggio 2014                                    |
| Massimiliano Pescini                                 |                                                   | Partito Democratico                               | PD-SEL                                            | 26 maggio 2014                                    | 26 maggio 2019                                    |                                                   |
| Roberto Ciappi                                       |                                                   | Partito Democratico                               |                                                   | PD-Art.1-Lista civica                             | 26 maggio 2019                                    | in carica                                         |